# Państwowe Szkoły Budownictwa

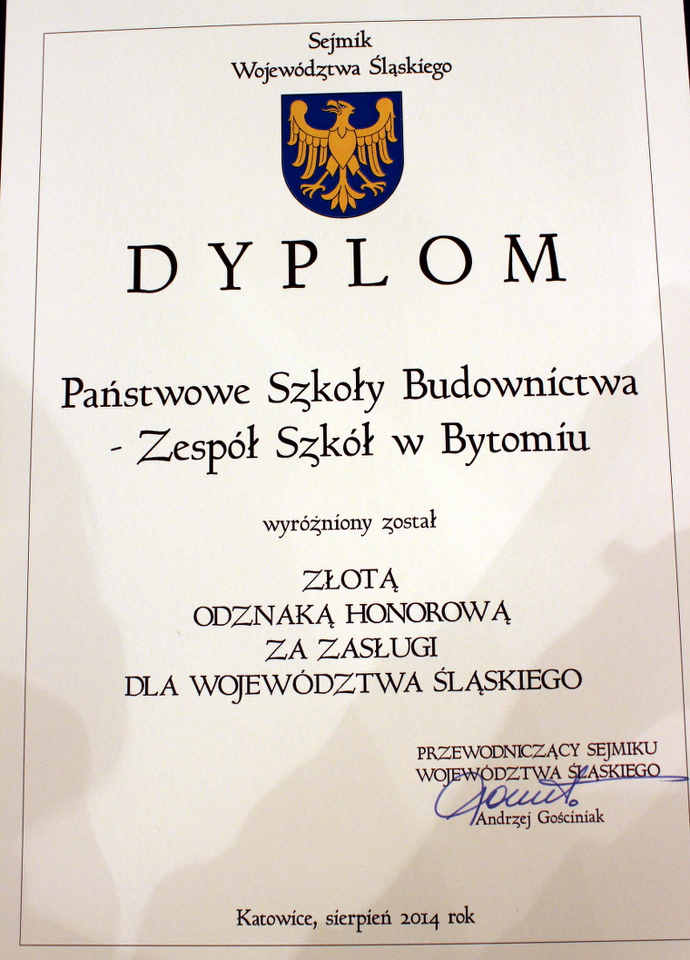
Dyplom Złotej Odznaki Honorowej za Zasługi dla Województwa Śląskiego

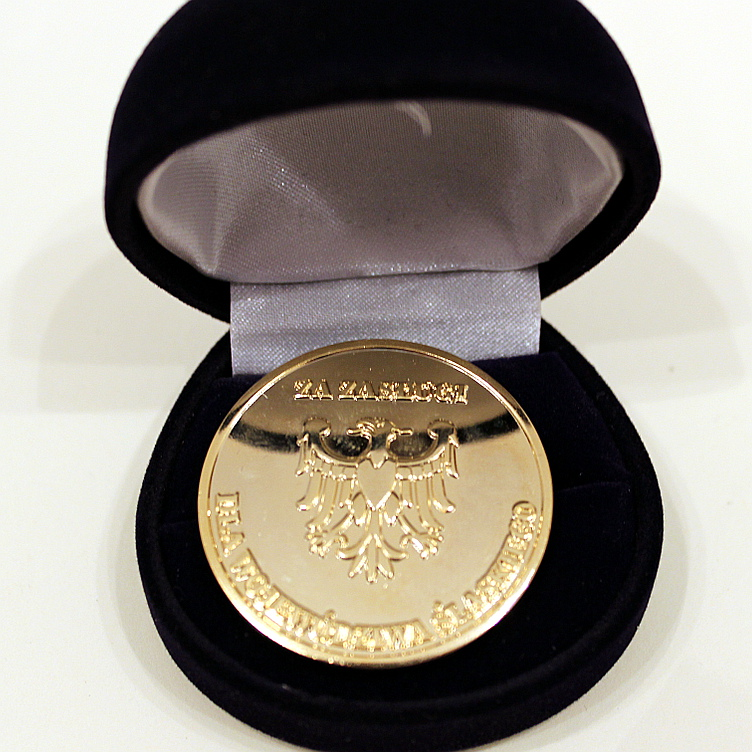
Złota Odznaka Honorowa za Zasługi dla Województwa Śląskiego

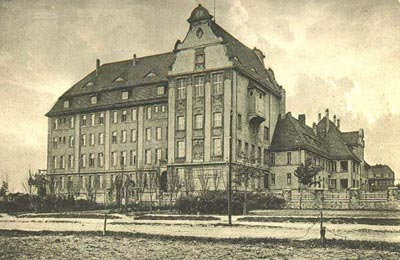
Budynek Państwowych Szkół Budownictwa w Bytomiu ok. 1910 roku

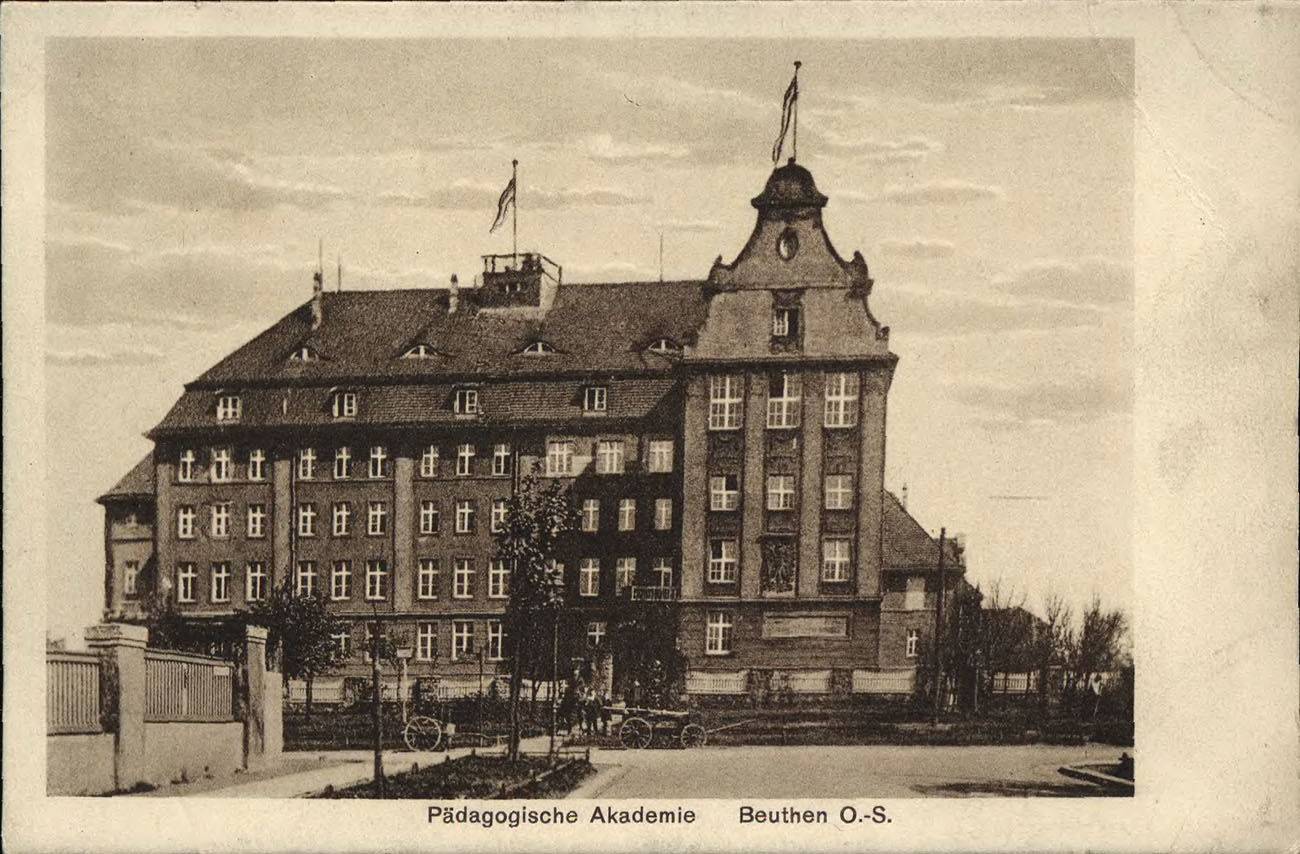
PSB na pocztówce

Państwowe Szkoły Budownictwa – Zespół Szkół w Bytomiu – publiczny zespół szkół w Bytomiu. Tworzą go: X Liceum Ogólnokształcące, Technikum nr 2 oraz Branżowa Szkoła I Stopnia nr 2. Każda ze szkół wchodzących w skład Zespołu nosi imię Powstańców Śląskich.

## Historia

### Do końca II wojny światowej
Budynek powstał w latach 1908–1910 jako siedziba bytomskiego Seminarium Nauczycielskiego, które od 1912 zostało Katolickim Seminarium dla Nauczycielek (Katolische Lehrerinnen Seminar). Przez pierwsze dziesięć lat seminarium miało charakter państwowego instytutu kształcącego nauczycieli dla szkół katolickich. Pod koniec lat dwudziestych niemieckie władze miasta dążyły to powołania w Bytomiu szkoły wyższej. Tak powstała bytomska Akademia Pedagogiczna (Pädagogische Akademie Beuthen O-S.). Pierwsze lata wiązały się również z działalnością propolską, gdyż od 1930 istniał Wydział Polski, który jednak został zlikwidowany w 1938, po wygaśnięciu Konwencji Genewskiej o Górnym Śląsku. Wkrótce po otwarciu akademii postanowiono rozbudować jej budynek o skrzydło zachodnie.
Po dojściu nazistów do władzy akademię przemianowano na Wyższą Szkołę Kształcenia Nauczycieli (Hochschule für Lehrerbildung). W czasie wojny, w 1942 roku, szkołę przekształcono w Zakład Kształcenia Nauczycielek (Lehrerinnenbildunganstalt). Działalność dydaktyczną prowadzono do początku 1945, kiedy to Armia Czerwona zajęła miasto. Zaraz po zajęciu Bytomia Rosjanie zorganizowali w budynku szpital polowy.

### Po wojnie
Dzieje Państwowych Szkół Budownictwa rozpoczęły się z dniem 9 lutego 1945 roku, kiedy to państwowe władze oświatowe formalnie powołały Państwowe Szkoły Budownictwa, a 1 marca tego samego roku nadano akt erekcyjny. Pierwszym dyrektorem został wówczas inż. Karol Machalski. Początkowo siedziba nowo powstałej placówki mieściła się w wolnych budynkach mieszkalnych przy ul. Kossaka. We wrześniu 1945 szkołę przekwaterowano do budynku przy ul. Webera, gdzie obecnie mieści się Zespół Szkół Administracyjno-Ekonomicznych i Ogólnokształcących. Przeniesienie szkoły do budynku, w którym mieści się do dziś, odbyło się w listopadzie 1945 po porozumieniu Kuratorium Oświaty z władzami miasta. W roku 1946 odbyła się pierwsza inauguracja roku szkolnego w budynku przy ul. Powstańców Śląskich. W związku z repatriacjami pierwsi nauczyciele związani byli z Politechniką Lwowską.

## Edukacja

### Aktualne kierunki kształcenia
1. X Liceum Ogólnokształcące (klasy z innowacją pedagogiczną):
  - klasa architektoniczna pod patronatem jednego z najwybitniejszych śląskich architektów, absolwenta PSB-ZS – Przemo Łukasika;
  - klasa mundurowa prowadzona we współpracy z 34. Śląskim Dywizjonem Rakietowym Obrony Powietrznej (JW 3946), który sąsiaduje z terenem Szkoły.
2. Technikum nr 2:
  - technik budownictwa;
  - technik drogownictwa;
  - technik architektury krajobrazu;
  - technik urządzeń sanitarnych.
3. Branżowa Szkoła I Stopnia nr 2:
  - monter zabudowy i robót wykończeniowych w budownictwie;
  - monter izolacji budowlanej.

Szkoła współpracuje z różnymi tego typu placówkami w Polsce i za granicą.

## Zajęcia pozalekcyjne
Szkoła oferuje różne formy dodatkowej pracy z uczniami. Są to zajęcia zarówno wyrównawcze jak i rozwijające w zakresie przedmiotów ogólnokształcących i zawodowych oraz liczne formy aktywności sportowej.

### Szkolna Orkiestra Dęta
Na wyróżnienie z grupy zajęć pozalekcyjnych zasługuje Szkolna Orkiestra Dęta Państwowych Szkół Budownictwa, która została założona w roku szkolnym 1975/1976 i działa nieprzerwanie do dziś. Jest ona ewenementem w skali kraju oraz stanowi wizytówkę Szkoły. W szeregach zespołu występują zarówno uczniowie, jak i absolwenci. Orkiestra uświetnia różnego typu uroczystości wojewódzkie, miejskie i szkolne. Repertuar Orkiestry jest bardzo różnorodny – od muzyki klasycznej, pieśni patriotycznych, po współczesną muzykę rozrywkową. Tradycją stał się Koncert Noworoczny organizowany w pierwszych dniach stycznia, który co roku jest okazją do popisu jej podopiecznych. Orkiestra jest systematycznie nagradzana na różnego typu festiwalach i przeglądach.

### Kółko rysunkowe
Zajęcia rozszerzające dla przyszłych architektów, gdzie pod okiem specjalistów zapoznają się z tajnikami rysunku (w tym technicznego), perspektywy itd.

### Szkolny Klub Wolontariatu
Członkowie prowadzą działalność charytatywną na rzecz osób ubogich, schronisk, oddziałów szpitalnych itd.

### Mażoretki
Kolejnym ewenementem Szkoły jest Zespół Mażoretek. Grupa została założona w 2004 roku. Dziewczęta prezentują układy taneczno-marszowe, najczęściej przy akompaniamencie Orkiestry. Podczas widowiskowych pokazów występują elementy żonglerki pałeczką mażoretkową – tak zwanym „batonem”.

## Dyrektorzy
- Karol Machalski
- Władysław Żebrowski
- Karol Pakuła
- Zygmunt Najzarek
- Kajetan Janowicz
- Franciszek Petela
- Michał Czernuszka
- Stefan Kosok
- Kazimierz Laburda
- Marian Ostapczyk
- Kazimierz Maruszczyk
- Anna Hyla

## Certyfikaty i wyróżnienia Szkoły
1. Złota Odznaka Honorowa za Zasługi dla Województwa Śląskiego – odznaczenie zostało wręczone 24 września 2014 roku, podczas Dnia Budowlanych w trakcie Forum Budowlanego, organizowanego przez Śląską Izbę Budownictwa oraz Polski Związek Inżynierów i Techników Budownictwa w Wyższej Szkole Technicznej w Katowicach. W uzasadnieniu przyznania odznaczenia napisano: Państwowe Szkoły Budownictwa – Zespół Szkół w Bytomiu zostały powołane do życia aktem erekcyjnym 1 września 1945 roku (w 2015 roku, obchodzić będą 70-lecie swojego istnienia). Jest to najstarsza szkoła budowlana na Śląsku, wywodząca się z tradycji Śląskich Technicznych Zakładów Naukowych. To właśnie w Bytomskiej Budowlance pracę znaleźli wybitni profesorowie Uniwersytetu Lwowskiego, którzy zasilili kadrę naukową Politechniki Gliwickiej. W swej długoletniej historii mury Państwowych Szkół Budownictwa opuściło ponad 17 tysięcy absolwentów w różnych zawodach budowlanych: techników budownictwa, techników drogownictwa, techników architektury krajobrazu, techników architektów, murarzy, technologów robót wykończeniowych, stolarzy, instalatorów. Trudno wyobrazić sobie śląski rynek budowlany bez absolwentów tej szkoły. Wysoki prestiż szkoła posiada dzięki wykwalifikowanej kadrze, która dba o wysokie wyniki egzaminów maturalnych i egzaminów z przygotowania zawodowego. Tradycją szkoły jest praca z uczniami zdolnymi, która owocuje zdobywaniem najwyższych miejsc w finałach ogólnopolskich Turnieju Budowlanego (77 laureatów) i Olimpiady Wiedzy i Umiejętności Budowlanych (107 laureatów). Szkoła była także dwukrotnie finału ogólnopolskiego OWiUB. Szkoła współpracuje z wieloma instytucjami i szkołami, do najważniejszych należą: Izba Budownictwa, katowicki oddział PZITB, Wyższa Szkoła Techniczna w Katowicach, Państwowe Szkoły Budownictwa w Lublinie i Gdańsku. Prowadzi także współpracę z zaprzyjaźnionymi szkołami budowlanymi za granicą: Recklinghausen (Niemcy), Dmitrow (Rosja), Trnava (Słowacja). Tradycją szkoły jest także dbałość o rozwój duchowy i kulturalny jej wychowanków. Obok zajęć dydaktycznych, niezwykle ważne są zajęcia pozalekcyjne, w trakcie których uczniowie rozwijają swe talenty. Najbardziej znaną formą zajęć pozalekcyjnych, funkcjonującą od 40 lat jest Szkolna Orkiestra Dęta PSB. Uczniowie uświetniają swoimi występami uroczystości wojewódzkie, miejskie, szkolne, środowiskowe.
2. Srebrna Szkoła 2014/2015 – za wysokie miejsce w rankingu miesięcznika Perspektywy szkół ponadgimnazjalnych. Na wynik rankingu wpływają przede wszystkim wyniki uzyskane przez uczniów na egzaminie maturalnym, maturalnym rozszerzonym i egzaminie potwierdzającym kwalifikacje zawodowe oraz udział uczniów i uzyskane lokaty w finałach ogólnopolskich olimpiad przedmiotowych. Dzięki wysokim wynikom Technikum nr 2 w PSB-ZS zajęło 173. miejsce w kraju (18. w województwie śląskim) i otrzymało tytuł Srebrnej Szkoły, co dało najwyższy wynik wśród szkół bytomskich.
3. Certyfikat „Wiarygodna Szkoła” – tytuł przyznany w wyniku udziału w ogólnopolskim Programie Wiarygodna Firma w kategorii Szkoła za spełnianie warunków określonych w regulaminie programu jako placówka będąca w stanie zabezpieczyć właściwy poziom edukacyjny i wychowawczy oraz bezpieczeństwo swoim uczniom. Technikum Nr 2 dwukrotnie zostało uhonorowane tym właśnie tytułem.
4. Szkoła Odkrywców Talentów – tytuł posiadany przez Zespół za dbałość o rozwój indywidualnych, różnorodnych zainteresowań uczniów.
5. Medal Miasta Bytomia – przyznany z okazji jubileuszu 750-lecia istnienia Miasta.

## Stowarzyszenie Absolwentów PSB
Decyzja o powołaniu Stowarzyszenia Absolwentów Państwowych Szkół Budownictwa zapadła w maju 1986 roku, podczas VI Zjazdu Absolwentów (40-lecie Technikum Budowlanego). Rejestracja w Urzędzie Miejskim miała miejsce 13 kwietnia 1988 roku. Wtedy to został zatwierdzony Statut i Stowarzyszenie zaistniało na przestrzeni prawnej. Do zadań Stowarzyszenie należy przede wszystkim wspieranie Szkoły, współorganizowanie uroczystości jubileuszowych połączonych ze Zjazdami. Jednym z największych osiągnięć jest wydanie monografii opisującej 50 lat istnienia Szkoły. Od 1996 roku organizowany jest także „Bal Budowlanki”, który służy jako zabawa integracyjna Stowarzyszenia. Z ramienia tej organizacji są nadawane także medale – „Suma Cum Laude” (z łac. „z najwyższą pochwałą”) – dla najlepszych absolwentów; „Bene Meritus Scholae” (z łac. „dobrze zasłużony szkole”) – dla partnerów Szkoły.